# Vogel (cràter marcià)

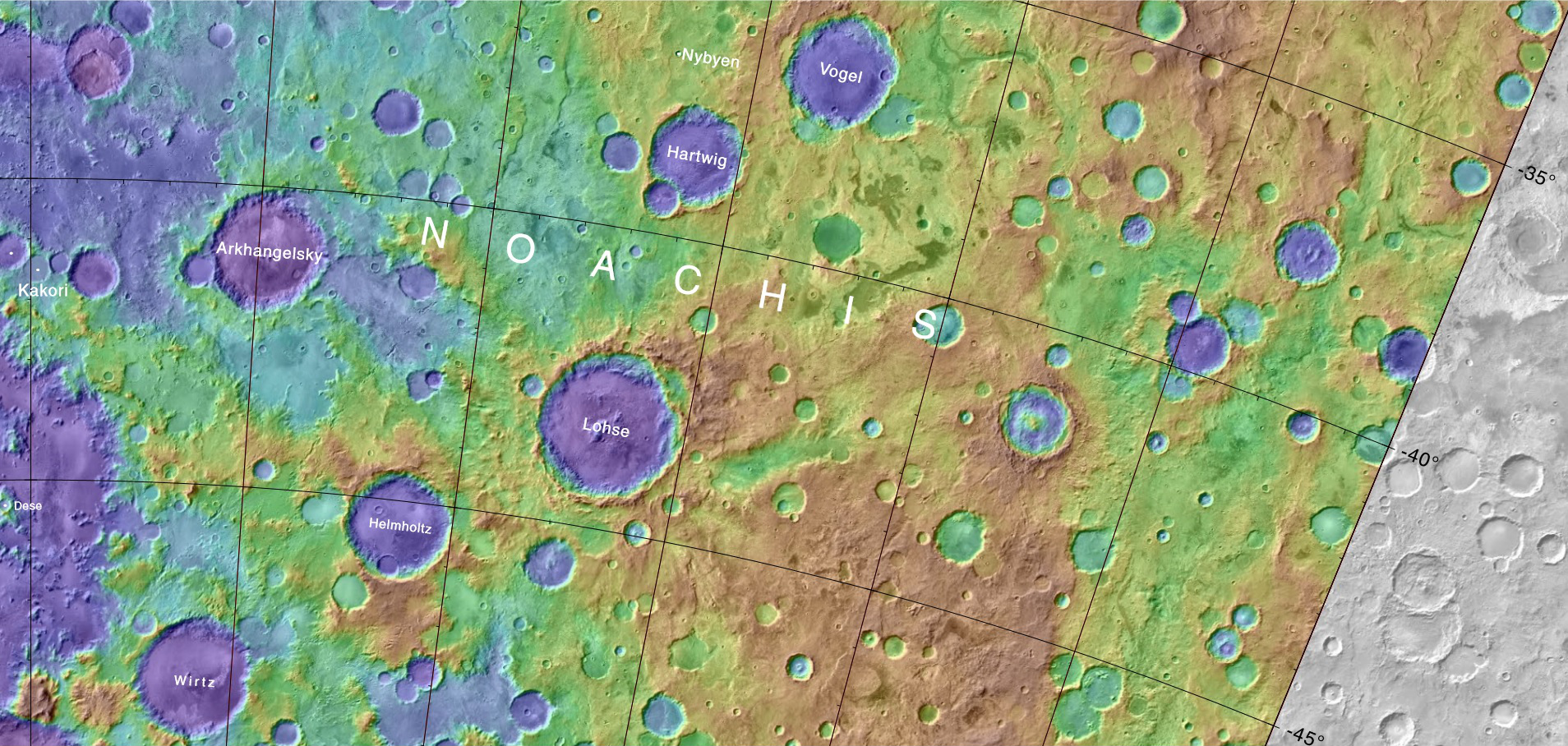
Mapa que mostra la ubicació de Vogel i d'altres cràters propers

Vogel és un cràter d'impacte pertanyent al quadrangle Argyre de Mart, localitzat en les coordenades 37.1° Sud de latitud i 13.4° Oest de longitud, enquadrat dins de Noachis Terra. Mesura aproximadament 121 quilòmetres de diàmetre i deu el seu nom a l'astrònom alemany Hermann Carl Vogel (1841-1907). El nom va ser aprovat per la UAI el 1973.

## Cràters propers
Altres cràters estan situats en les seves proximitats: Shatskiy, pràcticament al nord; Greeley, el cràter més gran del sud de Mart; Hartwig a un diàmetre al sud-oest; i el minúscul Nybyen a l'oest.